# Kosów (powiat piaseczyński)
Kosów – wieś w Polsce położona w województwie mazowieckim, w powiecie piaseczyńskim, w gminie Lesznowola. 
Wieś Wchodzi w skład sołectwa Wólka Kosowska.
Wieś szlachecka Kossowo położona była w drugiej połowie XVI wieku w powiecie błońskim ziemi warszawskiej województwa mazowieckiego. W latach 1975–1998 miejscowość administracyjnie należała do województwa warszawskiego.

## Zabytki
Dwór z II poł. XVIII w. oraz zabudowania podworskie, m.in. dobrze zachowany murowany spichlerz - obecnie siedziba Zakładu Doświadczalnego Instytutu Genetyki i Hodowli Zwierząt PAN.

## Komunikacja
Komunikację Kosowa z Warszawą (pętla P+R Aleja Krakowska) zapewniają dwie linie autobusowe administrowane przez ZTM - 703 i 721.